# Делвуд (Мисури)
Делвуд (енгл. Dellwood) град је у америчкој савезној држави Мисури.

## Демографија
По попису из 2010. године број становника је 5.025, што је 230 (-4,4%) становника мање него 2000. године.
| Група             | 2000.         | 2010.         |
| Белци             | 2.068 (39,4%) | 894 (17,8%)   |
| Афроамериканци    | 3.058 (58,2%) | 3.978 (79,2%) |
| Азијати           | 34 (0,6%)     | 21 (0,4%)     |
| Хиспаноамериканци | 18 (0,3%)     | 40 (0,8%)     |
| Укупно            | 5.255         | 5.025         |